# Kokosfett

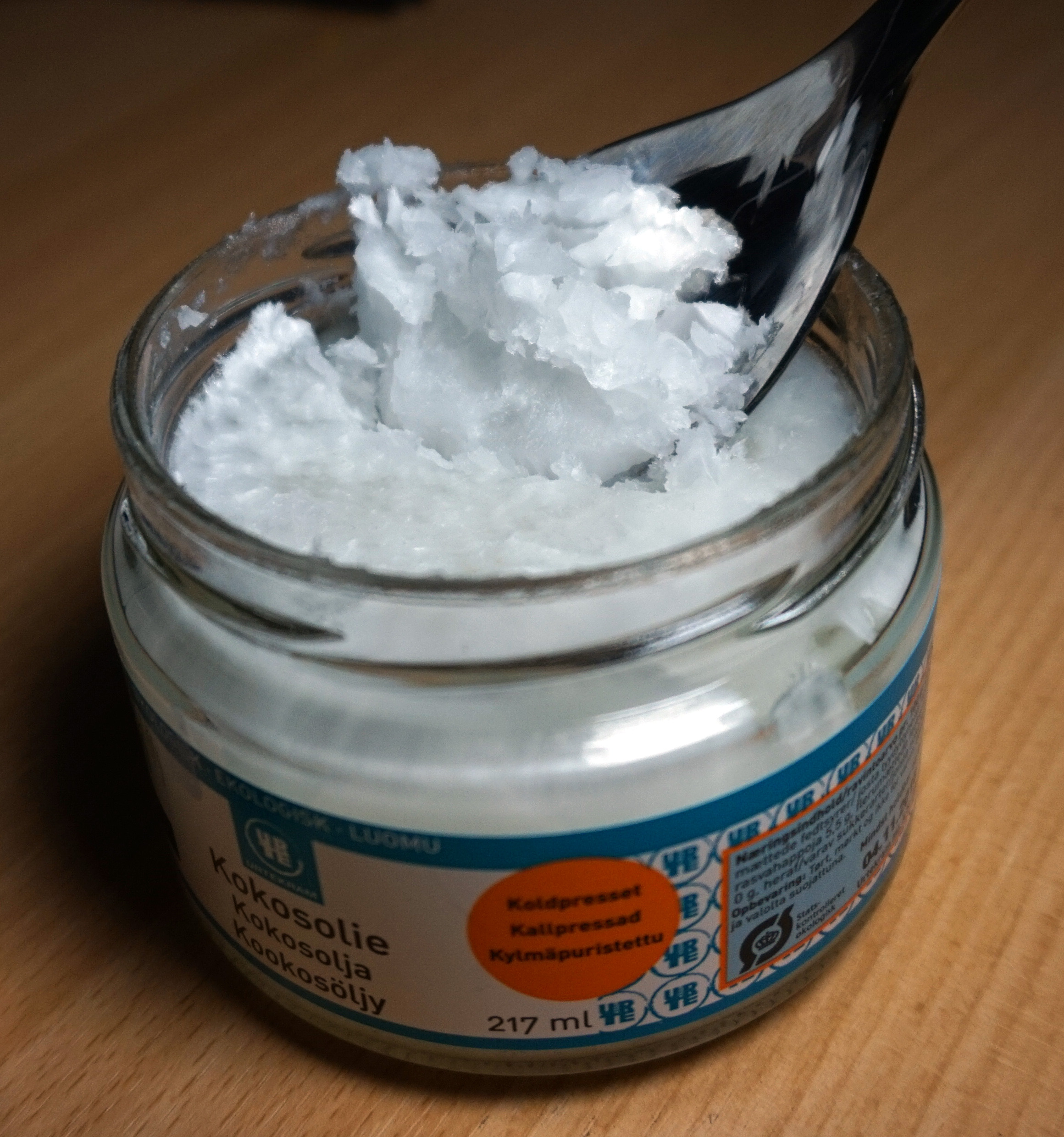
Stelnat kokosfett i glasburk.

Kokosfett, kokosolja eller kokosnötolja är ett fett som framställs från kokosnötens kopra.

## Egenskaper och hälsa
Kokosfett är mycket rikt på fett och innehåller större andel mättat fett än smör, över 90 procent. Det förekommer uppgifter om att de mättade fetterna i kokosfett är nyttiga för hälsan, men enligt Livsmedelsverket saknas stöd för det.
Den höga andelen mättat fett gör att kokosfettet stelnar i kylskåpstemperatur.

## Användning
Kokosnötsolja har en rad olika användningsområden, bland annat som livsmedel och bränsle.
Den största exportören av kokosnötolja är Filippinerna, där sju procent av landets totala exportintäkter kommer från kokosoljan. 
Kokosolja tål hög värme bra och lämpar sig därför till varm matlagning och bakning men används även kall som energitillskott i till exempel smoothies.
Fem kokosnötter ger cirka 1 liter kokosnötsolja. Oljan måste renas noggrant innan den kan användas som bränsle.